# Figueiredo de Alva
Figueiredo de Alva é uma povoação portuguesa sede da Freguesia de Figueiredo de Alva do Município de São Pedro do Sul, freguesia com 15,56 km² de área e 721 habitantes (censo de 2021), tendo, por isso, uma densidade populacional de 46,3 hab./km².
A freguesia é composta por várias localidades, Fermontelos, Figueiredo de Alva, Ladreda, Ucha e Cigana.
Existe em Figueiredo de Alva, de momento, a Escola Básica de Figueiredo de Alva, com ensino pré-escolar e 1º ciclo.[carece de fontes?]

## Demografia
A população registada nos censos foi:
| Distribuição da População por Grupos Etários | Distribuição da População por Grupos Etários | Distribuição da População por Grupos Etários | Distribuição da População por Grupos Etários | Distribuição da População por Grupos Etários |
| -------------------------------------------- | -------------------------------------------- | -------------------------------------------- | -------------------------------------------- | -------------------------------------------- |
| Ano                                          | 0-14 Anos                                    | 15-24 Anos                                   | 25-64 Anos                                   | > 65 Anos                                    |
| 2001                                         | 176                                          | 169                                          | 479                                          | 202                                          |
| 2011                                         | 98                                           | 99                                           | 415                                          | 204                                          |
| 2021                                         | 74                                           | 73                                           | 347                                          | 227                                          |

## Património
- Igreja Matriz de Figueiredo de Alva
- Capela de Nossa Senhora das Necessidades
- Capela de São João Batista

## Atividades de Interesse
- Bota a Poça Fest - Figueiredo de Alva (Quinta e Sexta Feira anteriores ao último fim de semana de julho)
- Festas Populares de Figueiredo de Alva (último fim de semana de julho)
- Festas Populares de Fermontelos (3º fim de semana de julho)
- Festas Populares da Ladreda
- Feira de Outono - Ladreda
- Rota dos Cogumelos e da Bôla de Milho - Fermontelos

## Coletividades
- ADAFA - Associação dos Amigos de Figueiredo de Alva
- Associação de Fermontelos (Assgrcf)
- Associação da Ladreda (Aluca)
- Associação dos Jovens de Figueiredo de Alva - AJOFA
- ASSOCIAÇÃO GERAÇÕES JOVENS - GERAÇÕESJOVEM